# Iuhina diademada
La iuhina diademada (Parayuhina diademata) és un ocell de la família dels zosteròpids (Zosteropidae) i única espècie del gènere Parayuhina Cai, Cibois, Alström, Moyle, Kennedy, JD, Shimiao, Zhang, R, Irestedt, Ericson, Gelang, Qu, Lei et Fjeldså, 2019.

## Hàbitat i distribució
Habita zones de matolls i herba alta de l'Himàlaia, al centre i sud de la Xina al sud-est de Kansu, Shensi, Hupeh, oest i sud de Szechwan, Yunnan, Kweichow i oest de Kwangsi, nord-est de Myanmar i nord del Vietnam al nord-oest de Tonquín.

## Taxonomia
Inclòs al gènere Yuhina, en data recent s'ha creat el seu propi gènere.